# جان فيرفاكس
جان فيرفاكس (بالإنجليزية: Jean E. Fairfax)‏‏ (20 أكتوبر 1920 - 12 فبراير 2019) مُدرسة من الولايات المتحدة.